# CSIRAC
CSIRAC је био професионални рачунар који је направљен у Аустралији 1949. године. Био је први аустралијски дигитални рачунар.
Користио је 2000 електронских цијеви за рад. RAM меморија рачунара је имала капацитет од 768 x 20-битне ријечи у живиним линијама за кашњење.

## Детаљни подаци
Детаљнији подаци о рачунару CSIRAC су дати у табели испод.
|                       |                                                     |
| [ 1 ]                 |                                                     |
| Произвођач            |                                                     |
| Тип                   | професионални рачунар                               |
| Меморија              | 768 x 20-битне ријечи у живиним линијама за кашњење |
| Поријекло             | Аустралија                                          |
| Година                | 1949                                                |
| Тастатура             | панел са прекидачима                                |
| Процесор              | нема централни процесор, 2000 електронских цијеви   |
| Фреквенција процесора | око 500 инструкција у секунди, касније до 1000 и/с  |
| RAM                   | 768 x 20-битне ријечи у живиним линијама за кашњење |
| ROM                   |                                                     |
| Текст                 | 16 стубова x 20 линија показивач                    |
| Графика               |                                                     |
| Боја                  |                                                     |
| Звук                  | уграђени звучник, примитивна музика                 |
| Димензије             | неколико тона                                       |
| Портови               |                                                     |
| Оперативни систем     |                                                     |